# Mount Lugering
Mount Lugering är ett berg i Antarktis. Det ligger i Östantarktis. Nya Zeeland gör anspråk på området. Toppen på Mount Lugering är 2 000 meter över havet, eller 319 meter över den omgivande terrängen. Bredden vid basen är 3,5 km.
Terrängen runt Mount Lugering är varierad. Trakten är obefolkad. Det finns inga samhällen i närheten.